# المنظمة العربية للترجمة
المنظمة العربية للترجمة منظمة دولية متخصصة، غير حكومية ، مستقلة ولا تهدف إلى الربح، مقرها بيروت - لبنان. وهي تتمتع "بكافة المزايا والحصانات اللازمة لأداء مهامها، أسوة بالمنظمات الدولية والإقليمية العاملة في إطار الأمم المتحدة"، اعتماداً على المرسوم رقم 2803 الصادر عن الحكومة اللبنانية بتاريخ 14 أبريل 2000.

## التأسيس
تم الإعلان الرسمي عن قيام المنظمة العربية للترجمة يوم 29 ديسمبر/كانون الأول 1999، في اجتماع تأسيسي انعقد في بيروت، تحقيقاً لمشروع طالما عبر المثقفون العرب عن ضرورة إنجازه، باعتبار الترجمة سنداً نهضوياً، سواء من حيث نقل المعارف ونشر الفكر العلمي أو من حيث تطوير اللغة العربية ذاتها. وقد تم التأسيس بعد إجراء دراسات مسحية لأوضاع الترجمة في الوطن العربي وبعد إعداد دراسة جدوى ولقاءات ومناقشات شارك فيها عدد واسع من المفكرين والباحثين المتخصصين.

## مناهج العمل
تسعى المنظمة إلى أن يكون عملها إضافة حقيقية، متقدمة، في مجال الترجمة في الوطن العربي. وقد تبنت مفهوم الترجمة – البحث، تجاوزاً لسلبيات الترجمة السائدة ووضعت معايير للترجمة، منها الاختصاص والمعرفة بالمادة المترجمة ومنها التمكن الدقيق من اللغتين : المنقول منها – وهي اللغة الأصلية للمادة المترجمة – والمنقول إليها، مع اعتماد المراجعة وتفضيل الجهد الجماعي في الترجمة. تحرص المنظمة على أن تنفتح مشاريع الترجمة فيها على أوسع ما يمكن من الثقافات واللغات في العالم وأن تغطي أوسع مجالات معرفية ممكنة، كما تحرص على مراعاة التكامل بين أصول المعرفة ومحطات صيرورتها وبين المعرفة المعاصرة في سرعتها وتطورها.

## التمويل
تتألف موارد المنظمة من عائد وقفيتها ومن التبرعات التي تتلقاها وتوافق على قبولها اللجنة التنفيذية ومن عائد أنشطتها واستثماراتها المختلفة.

## الجوائز
- جائزة الملك عبد الله بن عبد العزيز العالمية للترجمة (جهود المؤسسات والهيئات) 2010؛ لإنتاجها 125 عملا تميزت في مجملها بتنوع مجالاتها المعرفية وجودة الترجمة ووضوح معانيها وسلامة إجراءاتها.[4]

## وصلات خارجية
aotarab.org 